# Evropská investiční banka
Evropská investiční banka (anglicky: European Investment Bank) byla vytvořena v roce 1958 na základě Římských smluv jako finanční instituce Evropského hospodářského společenství. Má formu akciové společnosti a jejími členy a zároveň akcionáři jsou členské státy EU. Jejím hlavním účelem je poskytování dlouhodobých půjček na kapitálové investice subjektům ze soukromého i veřejného sektoru, včetně bank. Půjčuje zpravidla na projekty, jejichž náklady přesahují 25 mil. EUR do výše 50 % celkových nákladů na projekt. Evropská investiční banka sídlí v Lucemburku. Největšími akcionáři banky jsou Německo, Itálie, Francie a Velká Británie (každá vlastní 16,1% akcií banky). Ostatní země si rozdělí zbývající část, Česko vlastní pouze 0,7%.
V roce 2007 dosáhl objem půjček 47,8 miliardy EUR, což je více než dvojnásobek daleko známější Světové banky. Z tohoto objemu bylo 41,4 miliardy půjčeno do států Evropské unie, a 6,4 miliardy EUR do rozvojových zemí.

## EIB a Česko
Podíl Česka činí 1,259 mld. EUR, což jí dává váhu hlasu ve výši 0,764%. V Radě guvernérů, nejvyšším řídícím orgánu EIB, zastupuje Česko ministr financí. Členem Správní rady banky za Česko je Petr Pavelek.
V letech 1992–2007 poskytla EIB subjektům na území Česka úvěry v souhrnné výši cca 9,3 miliardy EUR, z nichž největší část šla na výstavbu dopravní infrastruktury (přes 40 % z objemu všech půjček) a do automobilového průmyslu.

## Kritika a kontroverze
Investice EIB do rozvojových zemí nebývají bez problémů. Ačkoliv je EIB zavázána rozvojovými cíli tisíciletí, tedy mimo jiné snahou o zajištění udržitelného rozvoje rozvojových států, často její investice vedou k větší zadluženosti jednotlivých zemí a negativním environmentálním a sociálním dopadům. Mnoho kontroverzních investic se týká především těžby nerostných surovin a staveb přehrad.
Mezi příklady lze uvést přehradu Nam Theun 2 v Laosu, na kterou EIB půjčia vládě Laosu 55 milionů amerických dolarů k vložení do konsorcia Nam Theun 2 Power Company Ltd (NTPC), jehož vlastníky jsou kromě laoské vlády také francouzská, thajská a italská firma. Přehrada má díky prodeji vyrobené elektrické energie podpořit ekonomický a sociální rozvoj v Laosu. Nicméně environmentální dopady, se kterými projekt výstavby přehrady počítá jsou dle organizace International Rivers podhodnoceny. Provoz přehrady se má dotknout až 120 000 rybářů a zemědělců, přičemž v NTPC počítá s kompenzacemi pro 75 000 obyvatel. Navíc může dojít k úhynu až 85 % ryb, zvýšení eroze půdy a problémům při sklízení rýže (kvůli změněným cyklům povodní).
Dalšími příklady mohou být půjčky pro investici do ropovodu Kamerun – Čad či investice na modernizaci měděných a niklových dolů a hutí v Zimbabwe.
Finance, které EIB půjčuje zemím globálního jihu, mohou mít výrazné negativní dopady i přes snahu EIB takovým dopadům zabránit. Projekty jsou ovšem prověřovány a posuzovány dle národní legislativy, která bývá v sociální a environmentální oblasti nedostatečná.
Pro kontroverzní financování Evropskou investiční bankou nemusíme chodit ovšem daleko. O čemž svědčí například půjčka Železnicím Slovenské republiky, která byla podmíněná například zrušením osobní dopravy na regionálních železnicích.
A jak upozorňuje CEE Bankwatch Network, důležitým faktorem zůstává i netransparentnost celé instituce.